# Who Stole the Doggies?

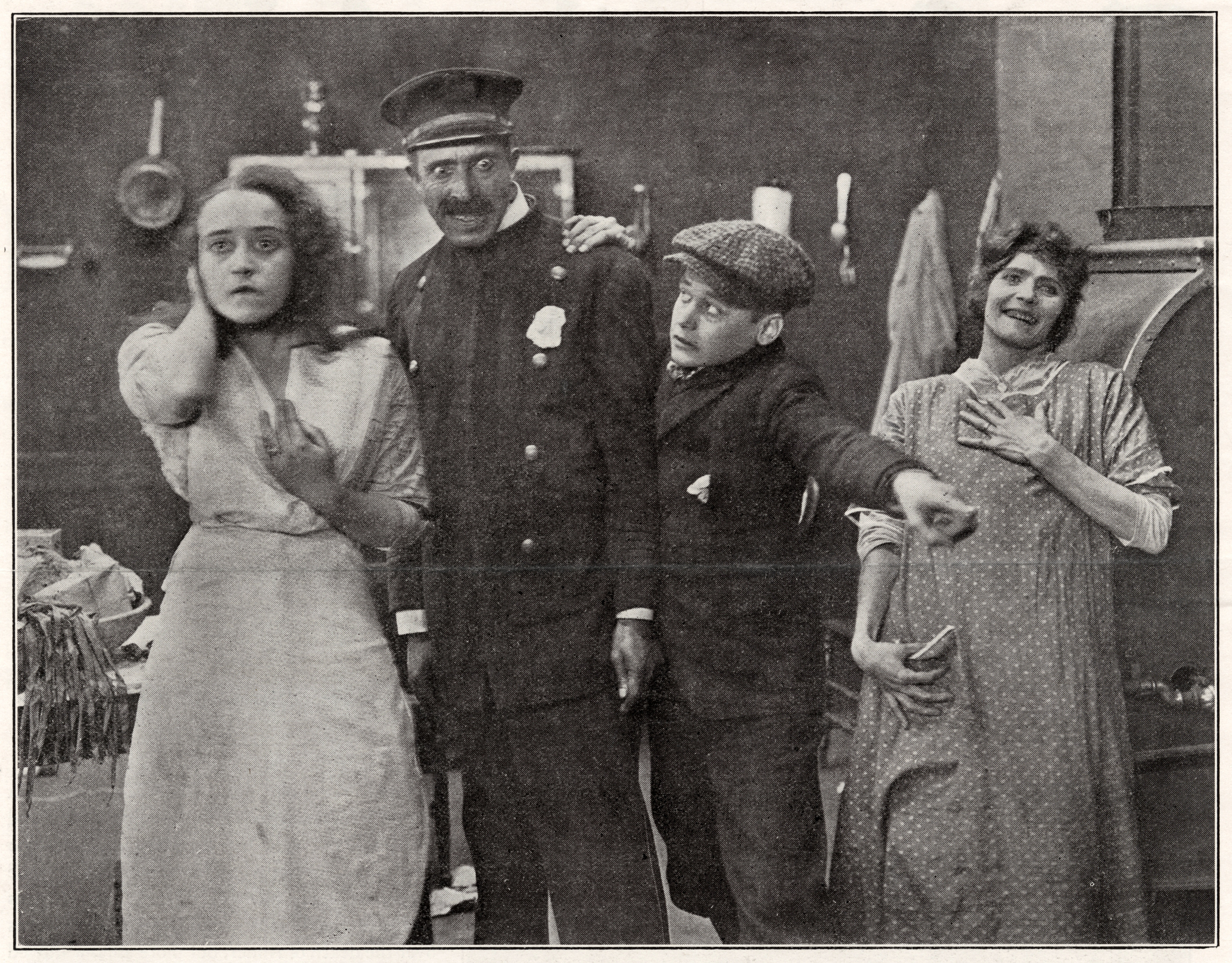
Fotografia promocional de Who Stole the Doggies? (1915)

Who Stole the Doggies? é um curta-metragem mudo norte-americano de 1915, do gênero comédia, dirigido por Arthur Hotaling e estrelado por Oliver Hardy.

## Elenco

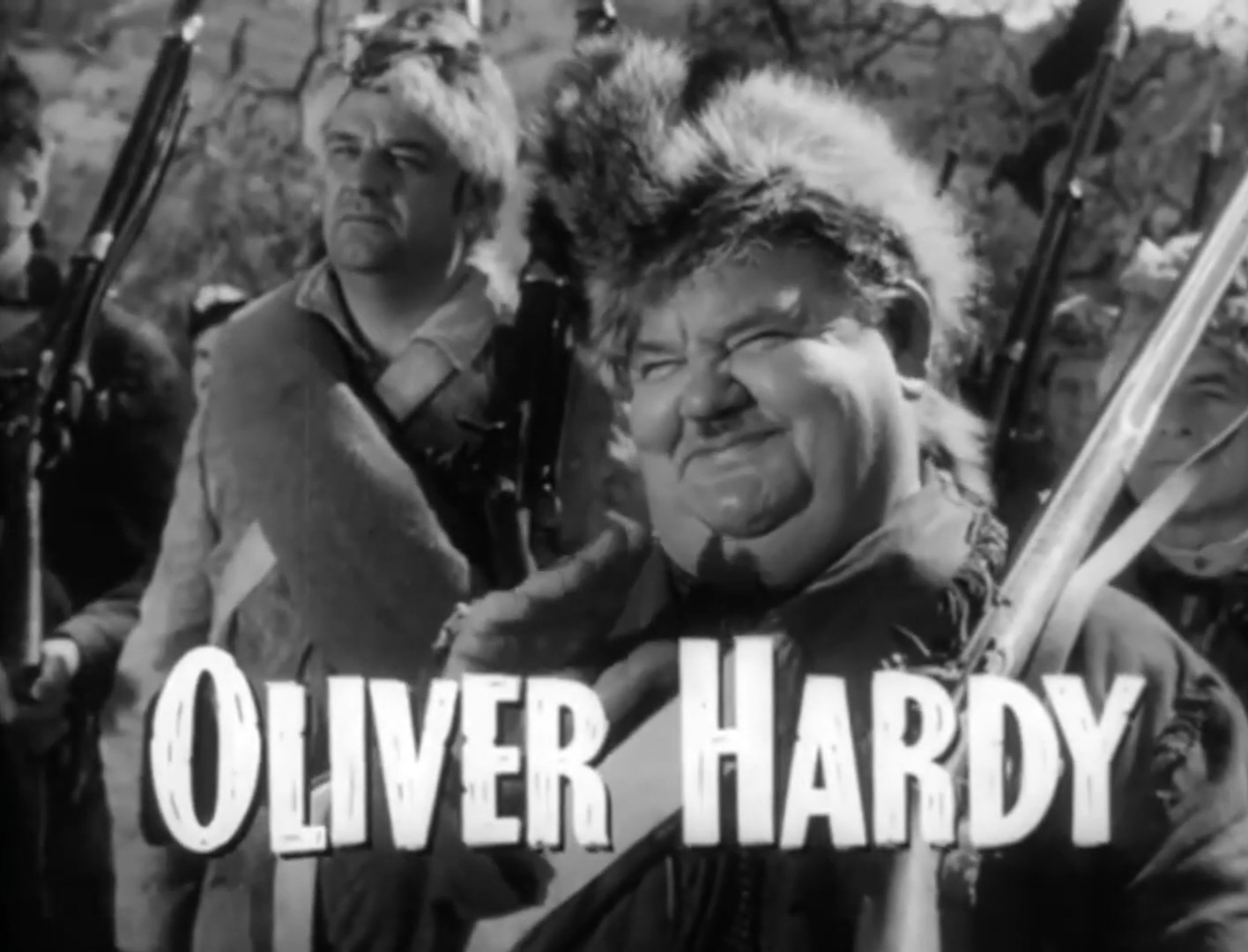
Oliver Hardy

- Frances Ne Moyer - Maggie
- Oliver Hardy - Murphy
- Harry Lorraine - Hogan